# فيلي ويلسون (مغني)
فيلي ويلسون (بالإنجليزية: Willie Wilson)‏ هو مغني وطبال بريطاني، ولد في 8 يوليو 1947 في كامبريدج في المملكة المتحدة.

## وصلات خارجية
- فيلي ويلسون على موقع ميوزك برينز (الإنجليزية)
- فيلي ويلسون على موقع ديسكوغز (الإنجليزية)